# Чернушка судетская
Чернушка судетская (лат. Erebia sudetica) — дневная бабочка из семейства бархатниц, вид рода Erebia. Длина переднего крыла 15—17 мм.

## Этимология названия
Sudetica (топонимическое) — судетская.

## Ареал и места обитания
Горы Западной (Франция, Швейцария, Италия и Австрия), Центральной и Восточной Европы (горы восточной части Чехии, горы Словакии, Татры, Восточные и Южный Карпаты на территории Румынии). В Польше обитал в Бяльских горах (Судеты), где не вид отмечался после 1976 года, здесь вид, возможно, вымер. В Словакии встречается редко и локально в Татрах. В Румынии обитает в горах Восточных и Южных Карпат, на массиве Ретезат.
Бабочки населяют субальпийские и альпийские луга, реже лесные поляны на высотах 1500—2500 м..

## Биология
Одно поколение в год. Время лёта июле-августе. Кормовое растение гусениц — пахучеколостник (Anthoxanthum odoratum) и мятлик (Poa annua). Гусеницы ведут преимущественно скрытный образ жизни. Зимуют гусеницы.

## Охрана
Вид включен в «Красную книгу Европейских дневных бабочек» с категорией SPEC1 — как европейский эндемик, находящиеся под глобальной угрозой исчезновения.